# The Blood Brothers (film 1973)
The Blood Brothers (Ci ma) è un film del 1973 diretto da Cheh Chang.

## Trama
Due banditi senza meta, Chang Wen Hsiang e Huang Chang, tentano di derubare Ma Xinyi. Incapace di sconfiggerlo, uniscono le loro forze per sconfiggere i teppisti, persino prendendo il controllo di un vicino gruppo di banditi. Ma presto diventa evidente che le ambizioni di Ma siano ben lontane da quelle dei suoi amici, cercando una posizione nel governo locale.
Ma, dopo che è diventato Generale, ha continuato a non volere che nulla ostacoli i suoi obiettivi - che ora includono la sconfitta dei cosiddetti banditi dai "capelli lunghi" e la moglie di Huang, Mi Lan. L'attrazione è reciproca, con il suo potenziale di vedere quest'uomo ambizioso. Mentre Chang e Huang stanno combattendo contro i banditi Ma e Mi hanno una relazione e organizzano l'assassinio di Huang piuttosto che far cadere la sua posizione in disgrazia.
Mentre Chang racconta la sua storia al Generale locale, detenuto per l'omicidio del suo fratello di sangue, Ma, l'inevitabilità del suo destino è sempre chiara. Dopo che gli uomini di Ma si vendicano, Mi Lan viene lasciata sola a riflettere sui bei tempi e, al contrario, su tutto il conflitto che ha causato.

## Distribuzione

### Home video
Il film esce in versione rimasterizzata in DVD in Italia nel febbraio del 2007 Distribuito da AVO Film.

## Riconoscimenti
- Asia-Pacific Film Festival (miglior attore, David Chiang; premio speciale, Ti Lung)
- Golden Horse Award (miglior attore, Ti Lung)